# KV8
Das Grabmal KV8 ist die Grabstätte des altägyptischen Pharaos Merenptah der 19. Dynastie. Der Gang des Grabmals ist etwa 160 m lang und enthält Elemente, die in früheren Grabstätten nicht vorkamen, wie beispielsweise das Relief des Sonnengottes Re am Eingang. Am Ende des Ganges befindet sich die Grabkammer.

## Dekorationen

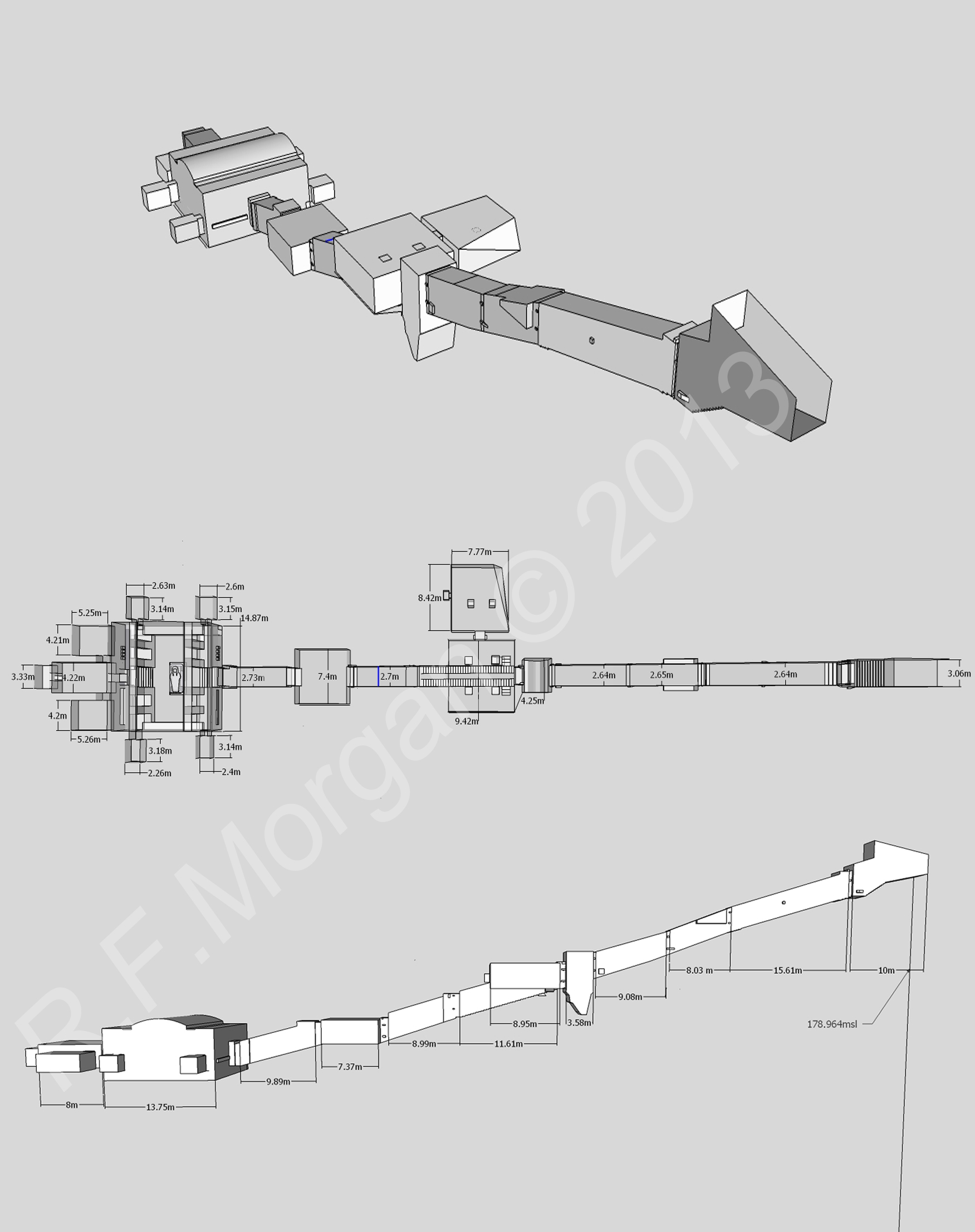
Isometrische Darstellung, Grundriss und Schnittzeichnung des Grabes
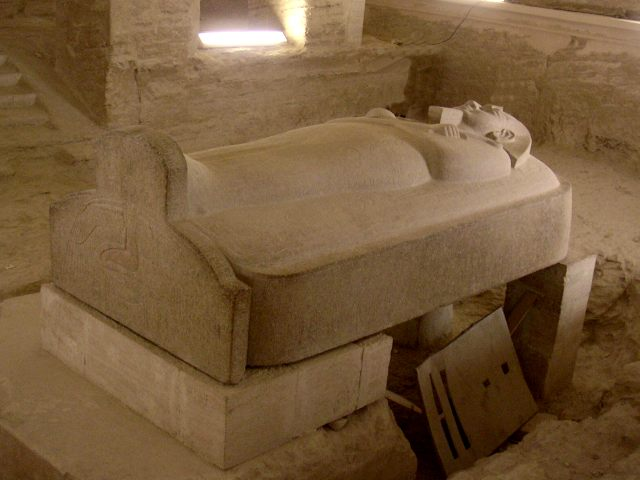
Der Steinsarkophag von Merenptah

Das Grabmal enthält zahlreiche Wandmalereien, wie die Szenenabbilder von der Litanei des Re, dem Buch der Pforten, dem Amduat und das erstmals unter Merenptah belegte Buch der Höhlen. Zudem gab es auch Abbildungen der Mundöffnungszeremonie.
Trotz der zahlreichen Fluten im Tal der Könige zählen die erhaltenen Dekorationen zu den besten der Grabstätten. Viele Dekorationen in den vorderen Bereichen des Grabes (außer die an der Decke und an den oberen Teilen der Wände) sind durch das Wasser verloren gegangen. Da es keine verschlossenen Kammern gab, sind sich die Archäologen sicher, dass sich schon zuvor jemand Zugang zu der Grabanlage verschafft haben muss.